# Rujița, Șumen
Rujița (în bulgară Ружица) este un sat în comuna Nikola Kozlevo, regiunea Șumen,  Bulgaria. 

## Demografie
Componența etnică a satului Rujița
     Turci (94,92%)
     Bulgari (4,44%)
     Nicio identificare (0%)
     Altele (0,63%)
La recensământul din 2011, populația satului Rujița era de 315 locuitori. Din punct de vedere etnic, majoritatea locuitorilor (94,92%) erau turci, cu o minoritate de bulgari (4,44%). Pentru 0% din locuitori nu este cunoscută apartenența etnică.